# Neolitsea teschneriana
Neolitsea teschneriana är en lagerväxtart som beskrevs av C. K. Allen. Neolitsea teschneriana ingår i släktet Neolitsea och familjen lagerväxter. Inga underarter finns listade i Catalogue of Life.